# Zdenek Seydl
Zdenek Seydl (29. dubna 1916, Třeboň – 17. června 1978, Dobřichovice) byl český malíř, grafik, scénograf, všestranný výtvarník a člen skupiny Sedm v říjnu, která působila v letech 1939–1941.

## Biografie
Vyrostl po smrti rodičů v rodině sochaře Karla Pokorného. Roku 1929 poprvé vystavoval v Mánesu na Přehlídce dětských kreseb (kostýmy ke Smetanovým operám) a odnesl si cenu za dětskou kresbu. Vyučil se typografem, v sezóně 1932/1933 navštěvoval jednoroční kurs kreslení na Státmí grafické škole; později vystudoval Uměleckoprůmyslovou školu v Praze, kterou v roce 1941 absolvoval ve třídě profesora Františka Kysely.
Jeho neobvyklý grafický projev charakterizuje grafická lapidárnost, dekorativní stylizace a svoboda projevu. Válečné zážitky se odrazily v tvorbě (Furor teutonicus, 1944, Nadčlověk, 1944); později přešel do groteskní nadsázky realizované výraznými liniemi a plošně pokládanými barvami (Brouk, Baba princmetálová). Po druhé světové válce se věnoval převážně grafice, ilustrování, loutkovému i kreslenému filmu (Paraplíčko, 1957, Lev a písnička, 1959, Biliár, 1961, Špatně namalovaná slepice, 1964). Byl autorem knížek pro děti, např. Co jsem viděl a slyšel v trávě (1965), Motýli (1966); pracoval také jako výtvarný redaktor v nakladatelství Československý spisovatel.
Za zmínku stojí též jeho scénografická tvorba. Již ve 30. letech spolupracoval s amatérskou skupinou Divadelní kolektiv mladých, v 50. letech s Divadlem E. F. Buriana a od roku 1957 pak po mnoho let s pražským Národním divadlem, kde vytvářel nejen kostýmy (zvláště pro činohru), ale i celou výpravu (zejména pro operu a balet). Za soubor kostýmů ke Stravinského baletu Petruška získal na Pražském quadriennale 1967 stříbrnou medaili.
Jeho obálky a grafické úpravy textů Bohumila Hrabala patří k vynikajícím dílům české typografie. K malířské tvorbě se vrátil v šedesátých letech.

## Dílo
- SEYDL, Zdenek. Co jsem viděl a slyšel v trávě: něco o něčem a nic o ničem. 1. vyd. Praha: Československý spisovatel, 1965. 172 s. Dostupné online.
- SEYDL, Zdenek. Kolečko. Praha: Albatros, 1972. 47 s.
- SEYDL, Zdenek. Kostýmy. Praha: Divadelní ústav, 1977. 125 s.
- SEYDL, Zdenek. Autoportrét, který si napsal a nakreslil Zdenek Seydl. Praha: Vladimír Sainer, 1988. 55 s.

Ilustrace
- KAINAR, Josef. Říkadla. Ilustrace Zdenek Seydl. 1. vyd. Praha: Družstvo Dílo, 1948. 44 s.
- KAINAR, Josef. Říkadla. Ilustrace Zdenek Seydl. 2., přepracované vydání, v SNDK 1. vyd. Praha: Státní nakladatelství dětské knihy, 1961. 50 s. Dostupné online. Pro čtenáře od 6 let.
- KAINAR, Josef. Říkadla. Ilustrace Zdenek Seydl. 3., přeprac. s novými ilustracemi podle 2. vyd. Praha: Knižní klub, 2008. 54 s. Dostupné online. ISBN 978-80-242-2267-7.

## Výstavy
- Abeceda. Východočeská galerie v Pardubicích, Pardubický zámek, 27. říjen 2021 – 6. únor 2022.[2][3]